# Slipstream (comics)
Pour les articles homonymes, voir Slipstream.
Slipstream (de son vrai nom Davis « Davey » Cameron) est un personnage de comics, un super-héros mutant de l’univers de Marvel Comics. Créée par Chris Claremont et Salvador Larroca, il apparaît pour la première fois dans X-Treme X-Men #6.

## Biographie
Davis et Heather Cameron vivent une vie parfaitement normale à Surfer's Paradise, en Australie. Ils apprennent par les X-Treme X-Men que leur père est un parrain de la mafia australienne connu sous le nom de Viceroy, dont la mort coïncide avec une attaque de la Triade Chinoise. C'est ainsi qu'aidés de Tornade et Neal Shaara (le nouveau Thunderbird), ils terrassent leurs attaquants.
Il tombe amoureux de Tornade alors qu'il ignore que les X-Men sont des mutants, par la suite il vit une brève romance avec elle.
Lors d'une mission des X-Treme X-Men, la vie d'Heather est en danger : elle est capturée par Shaitan. Sage informe alors Davis sur la nécessité d'activer son pouvoir mutant, alors latent. Il accepte, lui donnant le pouvoir de contrôler la "Warp Wave", sorte de vague de distorsion qui lui permet de rejoindre un point du globe terrestre à un autre, il rejoint dès lors l'équipe des X-Treme X-Men, contre l'avis de Thunderbird et commence à regretter son choix. L'activation du gène-X de Davis est l'un des éléments qui causent une aversion envers Sage de la part de Lifeguard.
Durant la mission d’infiltration du vaisseau galactique du seigneur de guerre, Khan, sa sœur se métamorphose en un membre de la famille royale Shi'ar, ce qui laisse supposer qu'il partage un héritage avec ces derniers. Effrayé par cette découverte et ne reconnaissant pas sa sœur dans cette créature, il quitte l’équipe et s'enfuit, c’est alors que Lifeguard et Thunderbird partent à sa recherche. Il n'a toujours pas été retrouvé.

## Pouvoirs
Davis est un téléporteur, il peut générer une vague nommée « Warp Wave », un portail quantique sur lequel il surfe qui relie un point du globe à un autre. Il peut emmener d'autres personnes à travers cette « vague » mais cela requiert une plus grande concentration pour la maintenir. 